# Alnaixi
Alnaixi (en rus: Алнаши) és un poble d'Udmúrtia, a Rússia, que el 2017 tenia 5.964 habitants. És la seu administrativa del districte homònim, al qual hi pertanyen pobles com Abíxevo.